# Frea cincta
Frea cincta là một loài bọ cánh cứng trong họ Cerambycidae.